# Hans Deutgen
Hans Teodor Deutgen (28 de febrero de 1917-3 de octubre de 1989) fue un deportista sueco que compitió en tiro con arco, en la modalidad de arco recurvo. Ganó nueve medallas en el Campeonato Mundial de Tiro con Arco al Aire Libre entre los años 1946 y 1950.

## Palmarés internacional
| Campeonato Mundial al Aire Libre | Campeonato Mundial al Aire Libre | Campeonato Mundial al Aire Libre | Campeonato Mundial al Aire Libre |
| Año                              | Lugar                            | Medalla                          | Prueba                           |
| -------------------------------- | -------------------------------- | -------------------------------- | -------------------------------- |
| 1946                             | Estocolmo (Suecia)               | Medalla de plata                 | Individual                       |
| 1947                             | Praga (Checoslovaquia)           | Medalla de oro                   | Individual                       |
| 1947                             | Praga (Checoslovaquia)           | Medalla de bronce                | Equipo                           |
| 1948                             | Londres (Reino Unido)            | Medalla de oro                   | Individual                       |
| 1948                             | Londres (Reino Unido)            | Medalla de oro                   | Equipo                           |
| 1949                             | París (Francia)                  | Medalla de oro                   | Individual                       |
| 1949                             | París (Francia)                  | Medalla de plata                 | Equipo                           |
| 1950                             | Copenhague (Dinamarca)           | Medalla de oro                   | Individual                       |
| 1950                             | Copenhague (Dinamarca)           | Medalla de plata                 | Equipo                           |